# SPG-9
Súng không giật SPG-9 Kopye (ngọn giáo) là một loại pháo nòng trơn không giật chống tăng cỡ nòng 73 mm do Liên Xô phát triển và đưa vào sử dụng từ năm 1962 nhằm thay thế cho loại súng không giật 82 mm B-10. Nó có thể sử dụng các loại đạn rocket có đuôi ổn định với đầu đạn trái phá HE hay nổ mạnh chống tăng HEAT, cùng loại đạn với loại pháo 2A28 Grom trên BMP-1. Ở Việt Nam, SPG-9 được coi là một loại DKZ hay SKZ (súng không giật). Loại hỏa khí này rất phổ biến trong Quân đội Nhân dân Việt Nam từ những năm 1980 và hiện được trang bị cho các tiểu đội SPG-9 thuộc cấp sư đoàn.

## Lịch sử

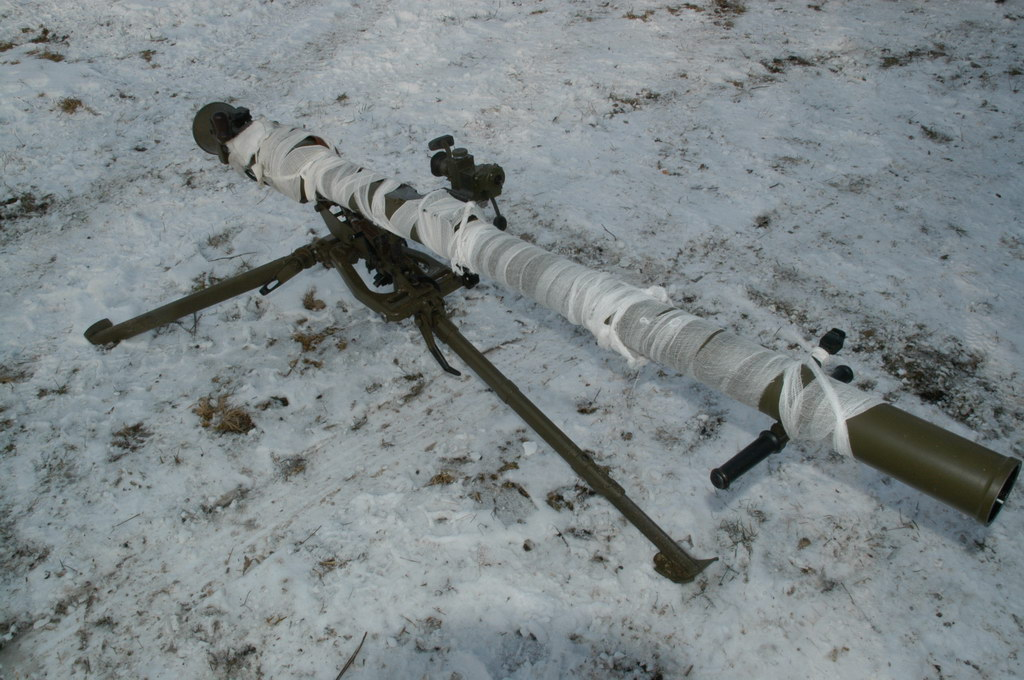
1 khẩu SPG-9M trong trạng thái sẵn sàng chiến đấu

SPG-9 được Xí nghiệp Khoa học- Sản xuất Quốc gia "Balzal't" ("Базальт") phát triển, sau đó chuyển giao cho GKSB-47 hoàn thiện.
Năm 1962 sau hàng loạt các bài kiểm tra thử nghiệm thành công, năm 1963 DKZ SPG-9 được tiếp nhận trang bị trong Hồng quân Liên Xô.
SPG-9 nhanh chóng có mặt trong tất cả các lực lượng vũ trang của khối Hiệp ước Quân sự Vacsava và Quân đội các nước Xã hội chủ nghĩa.
Tương tự RPG-7, SPG-9 hiện nay là một loại vũ khí chống tăng rất phổ biến trong lực lượng quân đội nhiều quốc gia và cả các tổ chức phiến quân, nổi dậy.

## Miêu tả

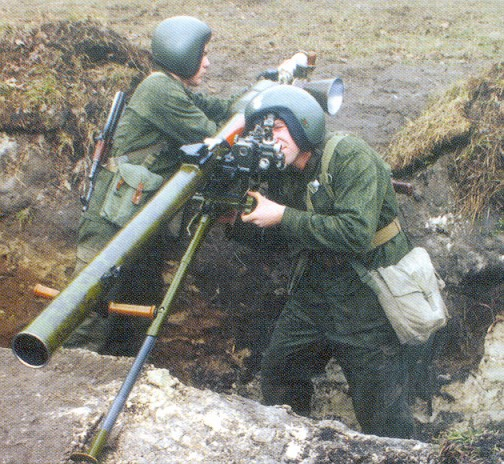
Lính Ba Lan đang sử dụng 1 khẩu SPG-9M

Súng SPG-9 là hỏa khí của lực lượng bộ binh, có nhiệm vụ tiêu diệt các phương tiện chiến tranh như Xe tăng, xe thiết giáp, các ổ hỏa lực mạnh, vũ khí hạng nặng, xe cơ giới, các công trình quân sự.
SPG-9 là hỏa khí bắn phát một, không giật, là tổ hợp vũ khí đạn phản lực không giật. Hiện tượng không giật của súng được hình thành từ cấu tạo khóa nòng mở, dưới dạng ống phụt, cho phép một phần khí thuốc phụt lại phía sau, ngược hướng với đường bay của đạn.
Súng SPG-9 bao gồm có nòng súng với khóa nòng mở, giá giữ súng 3 chân, thiết bị điện để khai hỏa và thiết bị ngắm bắn.
Nòng súng của SPG là súng nòng trơn không có rãnh xoắn, được lắp đặt tay cầm để kéo súng khi cơ động, đầu ngắm cơ khí, bộ gá khung thước ngắm và thanh trượt, bộ phận bọc nòng súng, tránh cho xạ thủ không bị bỏng khi bắn, bộ phận cơ khí để tháo đuôi ống phóng sau khi bắn, các bộ phận của thiết bị điện kích nổ liều phóng. Nòng súng được kết nối với bộ phận khóa nòng dưới dạng loa phụt và tay khóa bệ khóa nòng, cho phép mở khóa nòng nạp đạn và đóng khóa nòng.
Giá giữ đỡ súng 3 chân có bộ phận điều chỉnh vị trí các chân súng, cho phép thay đổi đường ngắm bắn từ 390 đến 700mm. Trên giá đỡ súng có bộ phận quay tầm và hướng. Để lấy đường ngắm cho súng phóng lựu không giật sử dụng kính ngắm và thước ngắm quang học PRO-9 với độ phân giải lên đến 4x với trường nhìn là 10e, bộ phận kính ngắm được lắp trên giá thước ngắm trên nòng súng.
Khai hỏa đạn phóng lựu súng SPG-9 được thực hiện bởi bộ phận cò - kim hỏa điện cơ, nguồn phát điện, khóa an toàn và bộ phận cò nằm ở bộ khung gá súng. Đồng thời, ở bộ phận cò kim hỏa còn có bộ phận chống nổ sớm, khi chưa đóng hết khóa nòng.
Để xạ kích từ súng phóng lựu SPG-9 sử dụng loại đạn nổ phá tiêu chuẩn của súng OG-96 khối lượng là 5,5 kg, đạn chống tăng hiệu ứng nổ lõm PG-9B khối lượng 4,4 kg, đồng thời sử dụng các loại đạn huấn luyện phục vụ cho bắn tập chống tăng (có đầu nổ hoặc không có thuốc nổ) đạn tập và đạn huấn luyện khói khối lượng là 4,4 kg. Đạn chống tăng với động cơ đẩy phản lực được phóng ra khỏi nòng súng bằng liều phóng với vận tốc ban đầu là 435 m/s, trên đoạn đầu của quỹ đạo đường đạn đạn SPG khởi động động cơ phản lực và tăng tốc lên đến 700 m/s. Đây là ưu điểm của loại đạn này nếu so với súng 82mm B-10. Khi bắn, phía sau của súng tạo ra một khoảng nguy hiểm do lửa phản lực của liều phóng với bán kính 30m và góc mở 90°.
Các loại vũ khí cải tiến sau này, có ký hiệu là SPG-9N được lắp thiết bị ngắm đêm. Các súng dùng cho lực lượng bộ binh cơ giới hay lính dù SPG-9D (D- đổ bộ) – có giá lắp 2 bánh xe, giá khung lắp bánh xe kéo được lắp vào với bộ phận khung của nòng súng. Súng nâng cấp SPG-9M, được trang bị kính ngắm PGOK-9, tay kéo súng có thể gấp lại, chân trước của bộ giá đỡ súng 3 chân có thể được vặn nâng lên hạ xuống, cho phép tăng cường góc bắn đến 18°, loại súng dành cho lực lượng đổ bộ SPG-9MD có bộ khung càng bánh xe, được lắp vào vị trí lắp của hai càng sau của súng trên bộ giá đỡ súng.

## Đạn
| Tên              | Loại    | Khối lượng | Ngòi nổ       | Chiều dài | Khối lượng thuốc nổ | Sơ tốc  | Tầm bắn hiệu quả | Tầm bắn tối đa | Độ xuyên giáp             | Chú thích         |
| ---------------- | ------- | ---------- | ------------- | --------- | ------------------- | ------- | ---------------- | -------------- | ------------------------- | ----------------- |
| PG-9 (PG-9V)     | HEAT-FS | 4.39 kg    | VP-9          | 920 mm    | 0.322 kg hexogen    | 435 m/s | 800 m            | 1,300 m        | 300 mm                    | -                 |
| PG-9N            | HEAT-FS |            | VP-9          | 920 mm    | 0.340 kg OKFOL-3.5  | 435 m/s | 800 m            | 1,300 m        | 400 mm                    | -                 |
| PG-9VS           | HEAT-FS | 4.4 kg     | ?             | 920 mm    | ?                   |         | 1,300 m          | ?              | 400 mm                    | -                 |
| PG-9VNT (PG-9NT) | HEAT-FS | 3.2 kg     | ?             | 920 mm    | ?                   | 400 m/s | 700 m            | 1,200 m        | 550 mm hay 400 mm sau ERA | Đầu nổ lại        |
| OG-9V (OG-9)     | FRAG-HE | 5.35 kg    | GO-2 hay O-4M | 1062 mm   | 0.735 kg TNT        | 316 m/s | -                | -              | n/a                       | Đầu nổ bọc thép   |
| OG-9VM (OG-9M)   | FRAG-HE | 5.35 kg    | GO-2 hay O-4M | 1062 mm   | 0.655 kg TD-50      | 316 m/s | -                | -              | ?                         | -                 |
| OG-9VM1 (OG-9V)  | FRAG-HE | 5.35 kg    | GO-2 hay O-4M | 1062 mm   | ?                   | 316 m/s | -                | 4,500 m        | ?                         | -                 |
| OG-9BG (OG-9G)   | FRAG-HE | 6.9 kg     | O-4M          | ?         | ?                   | 250 m/s | -                | 4,000 m        | ?                         | Bulgaria sản xuất |
| OG-9BG1 (OG-9G1) | FRAG-HE | ?          | O-4M          | ?         | ?                   | ?       | -                | 6,500 m        | ?                         | Bulgaria sản xuất |

## Thông số kỹ thuật cơ bản
- Cỡ nòng: 73 mm
- Trọng lượng không kính ngắm: SPG-9— 60кg(có giá đỡ 3 chân), SPG-9D(có 2 bánh) — 62кg.
- Trọng lượng kính ngắm ngày: PGО-9 — 1,5кg, PGОК-9 — 2,5кg.
- Trọng lượng kính ngắm đêm: PGN-9 — 8,6кg.
- Chiều dài nòng súng: 2110 mm
- Thời giản chuyển trạng thái chiến đấu: 35s
- Tốc độ bắn thực tế: 5-6 quả đạn/phút.
- Một nòng súng có thể bắn được 500 quả đạn

Thông số kỹ thuật quả đạn:
- Cỡ đạn: 73мм.
- Khả năng xuyên giáp: Đạn PG-9V— 300 мм, PG-9VS — 400 мм.
- Trọng lượng: PG-9V toàn bộ quả đạn — 4,4кg, trái lựu— 1,3кg.
- Sơ tốc nòng: PG-9V, PG-9VS — 435м/S, ОG-9V — 316м/s.
- Tốc độ tối đa — 700м/s.
- Tầm bắn: PG-9V, PG-9VS — 800 m, ОG-9V — 910 m.
- Tầm bắn hiệu quả qua kính ngắn với tất cả các loại đạn: 1300 m.
- Tầm bắn tối đa cho các loại đạn:4500 m.[8]

## Biến thể
Một số biến thể SPG-9 được sản xuất tại Liên Xô bao gồm:
- SPG-9N có kính ngắm đêm PGN-9.
- SPG-9D có hai bánh xe trang bị cho lính dù.
- SPG-9DN được nâng cấp từ phiên bản SPG-9D có kính ngắm PGN-9.
- SPG-9M trang bị kính ngắm quang học PGOK-9.

Ngoài ra, còn có một số biến thể khác của SPG-9 được sản xuất tại một số quốc gia xã hội chủ nghĩa ngoài Liên Xô do Liên Xô cung cấp giấy phép. Ví dụ như phiên bản AG-9 của Rumani.
1 phiên bản cơ động hóa nổi tiếng của SPG-9 là pháo không giật 2A28 Grom 73 mm trang bị trên xe chiến đấu bộ binh BMP-1.

## Các quốc gia sử dụng
- Afghanistan[9][10][11]
- Armenia
- Belarus
- Bulgaria: SPG-9DNM.[12]
- Trung Phi[13]
- Campuchia[14]
- Cộng hòa Dân chủ Congo[15]

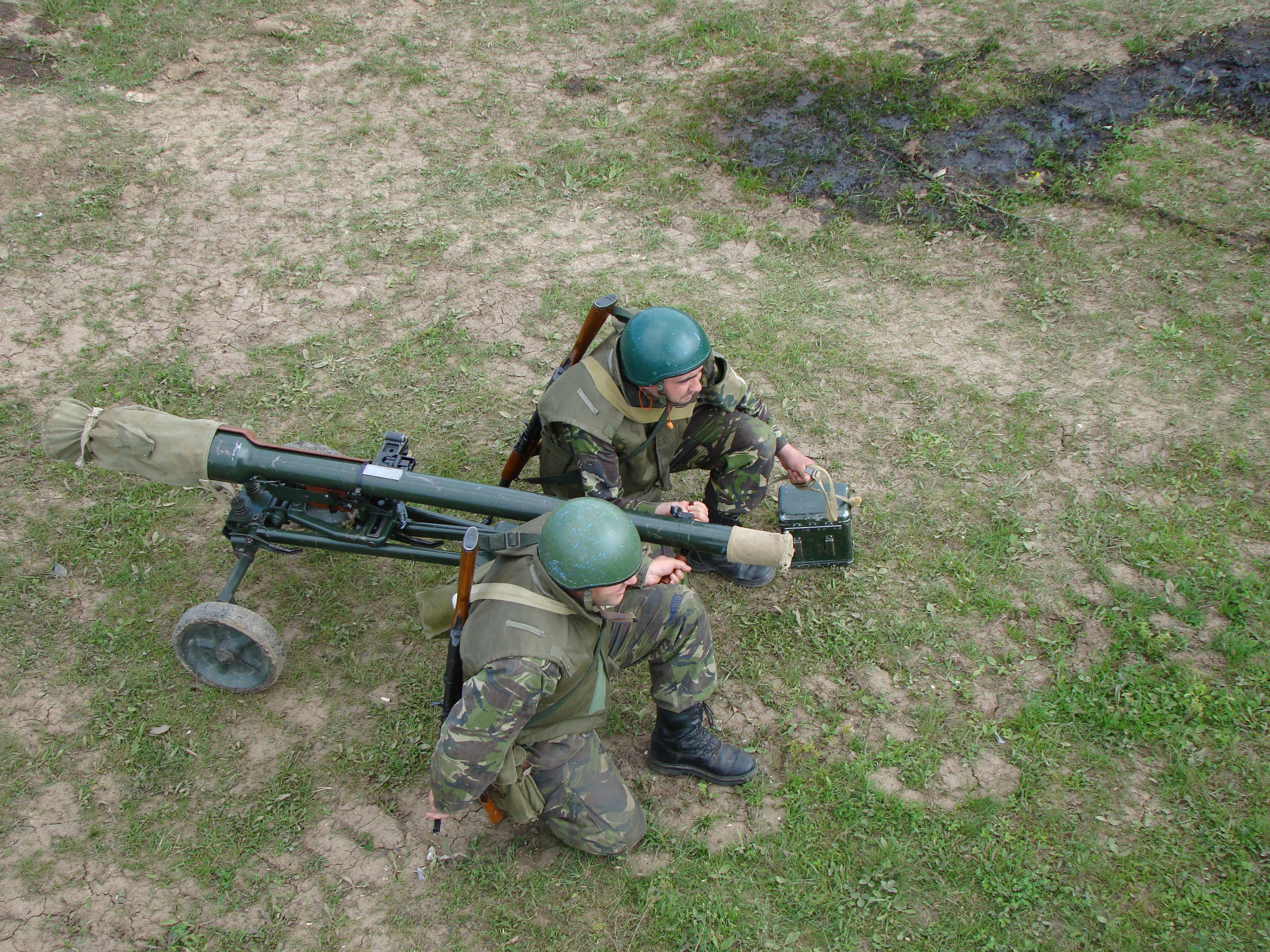
Binh sĩ Rumania với pháo AG-9.

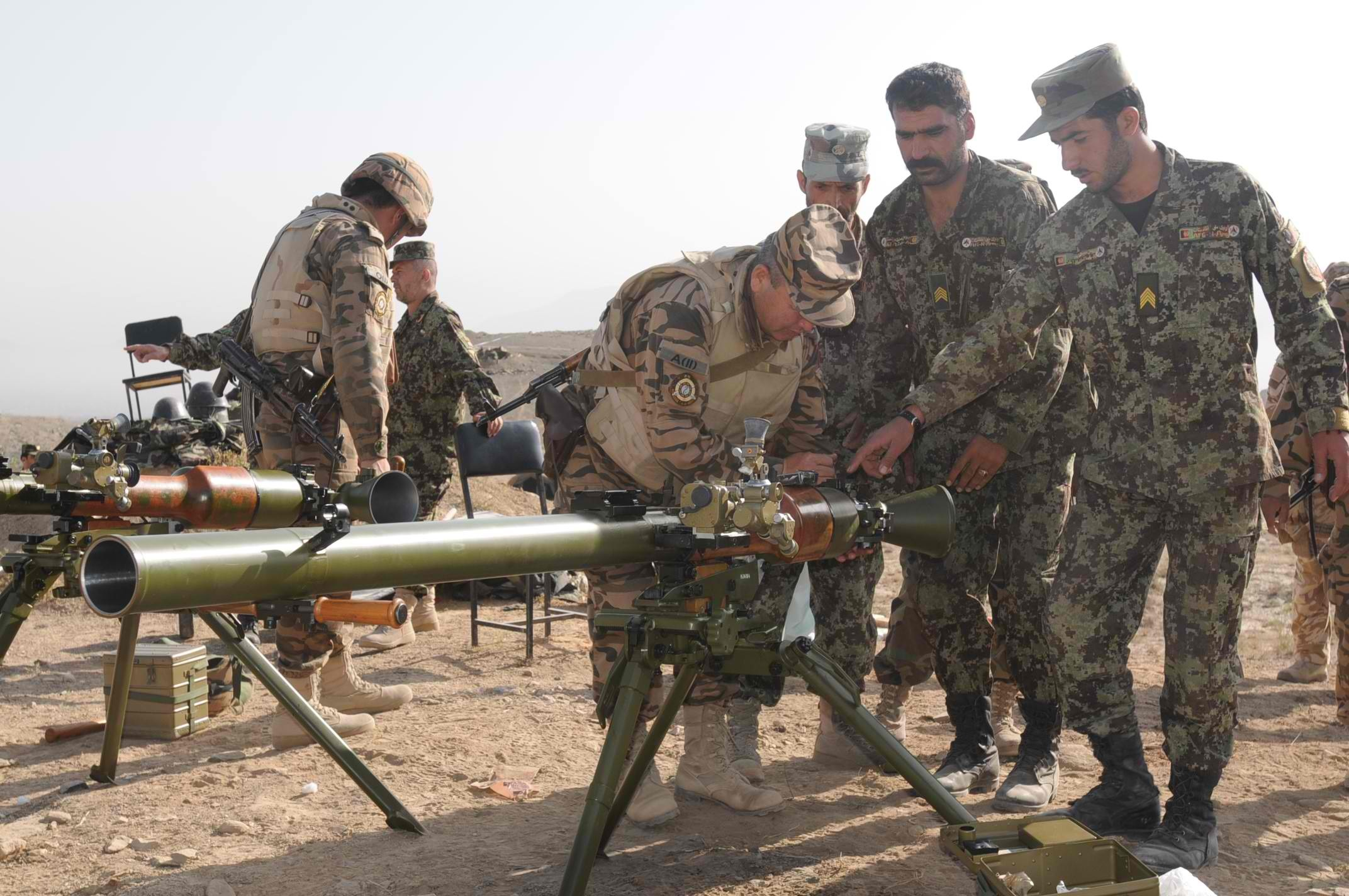
Một tổ công tác quân sự Mông Cổ đang huấn luyện các binh sĩ Afghanistan sử dụng SPG-9.

- Cộng hòa Nhân dân Trung Hoa
- Cuba
- Ai Cập[14]
- Georgia[16]
- Hungary: SZPG-9
- Iran: SPG-9.[12]
- Iraq[17]
- Kyrgyzstan[18]
- Libya
- Moldova 138 khẩu.[19]
- Mông Cổ
- Maroc[20]
- Nepal
- Pakistan
- Ba Lan[14]
- Rumani: AG-9
- Liên Xô
- Sudan
- Syria
- Việt Nam Sử dụng phiên bản nội địa SPG-9M.[21][22] SPG-9T2
- Quân giải phóng Nhân dân phía bắc Sudan[23]
- Taliban[24][25]

## Thư viện ảnh

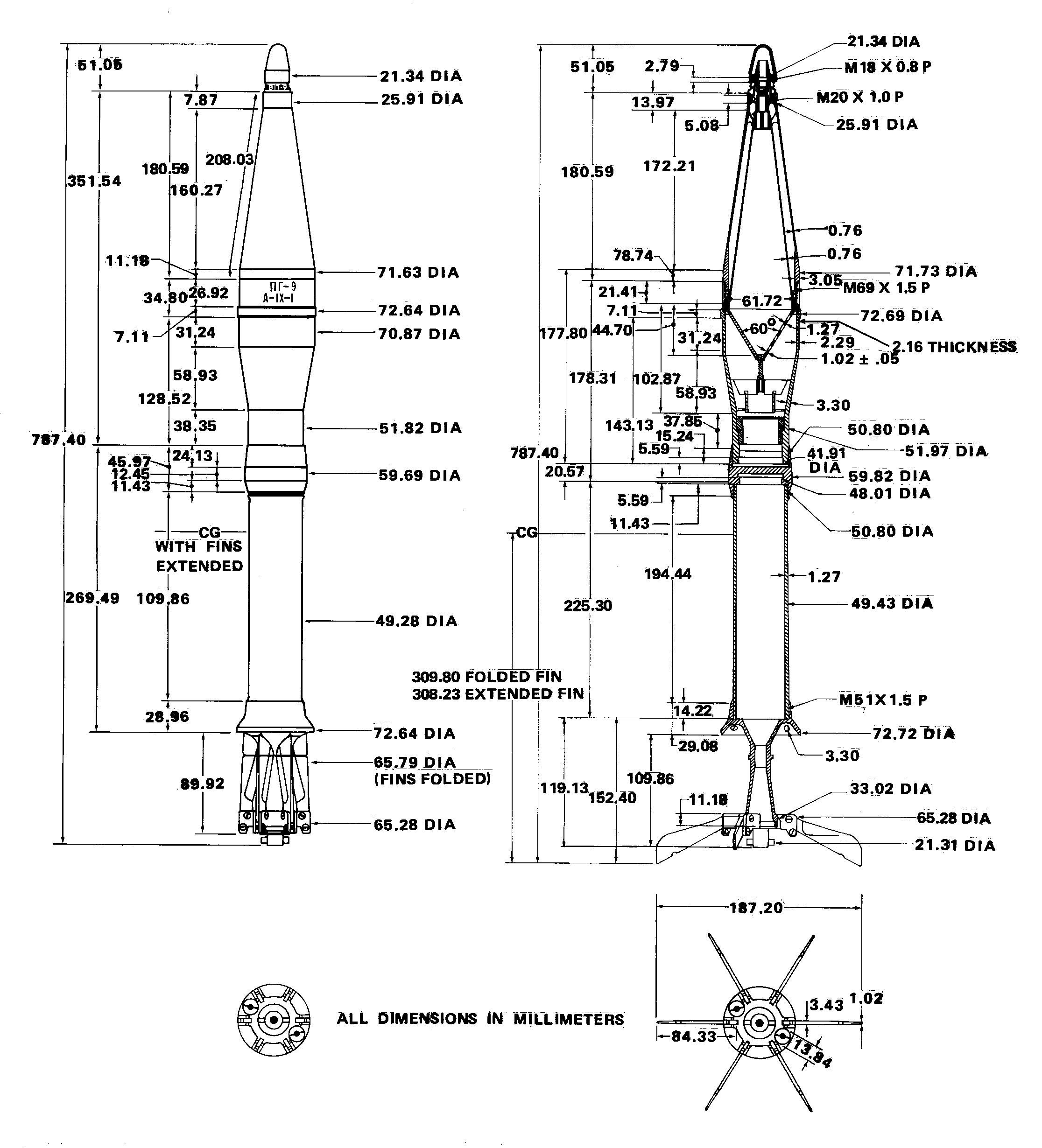
Đạn 73mm PG-9
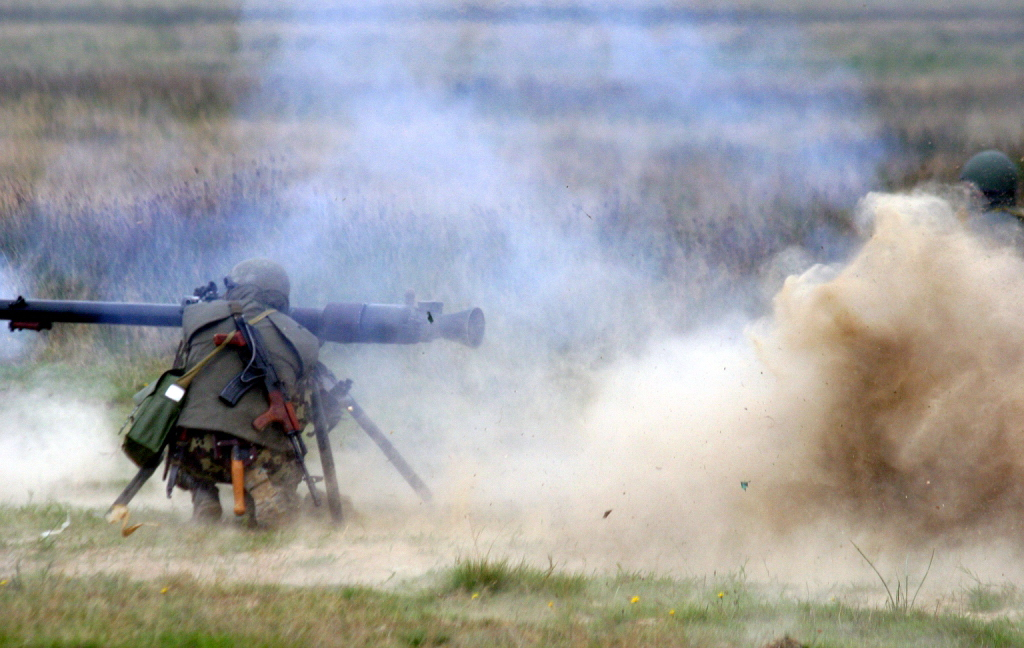
Binh sĩ Rumani bắn SPG-9
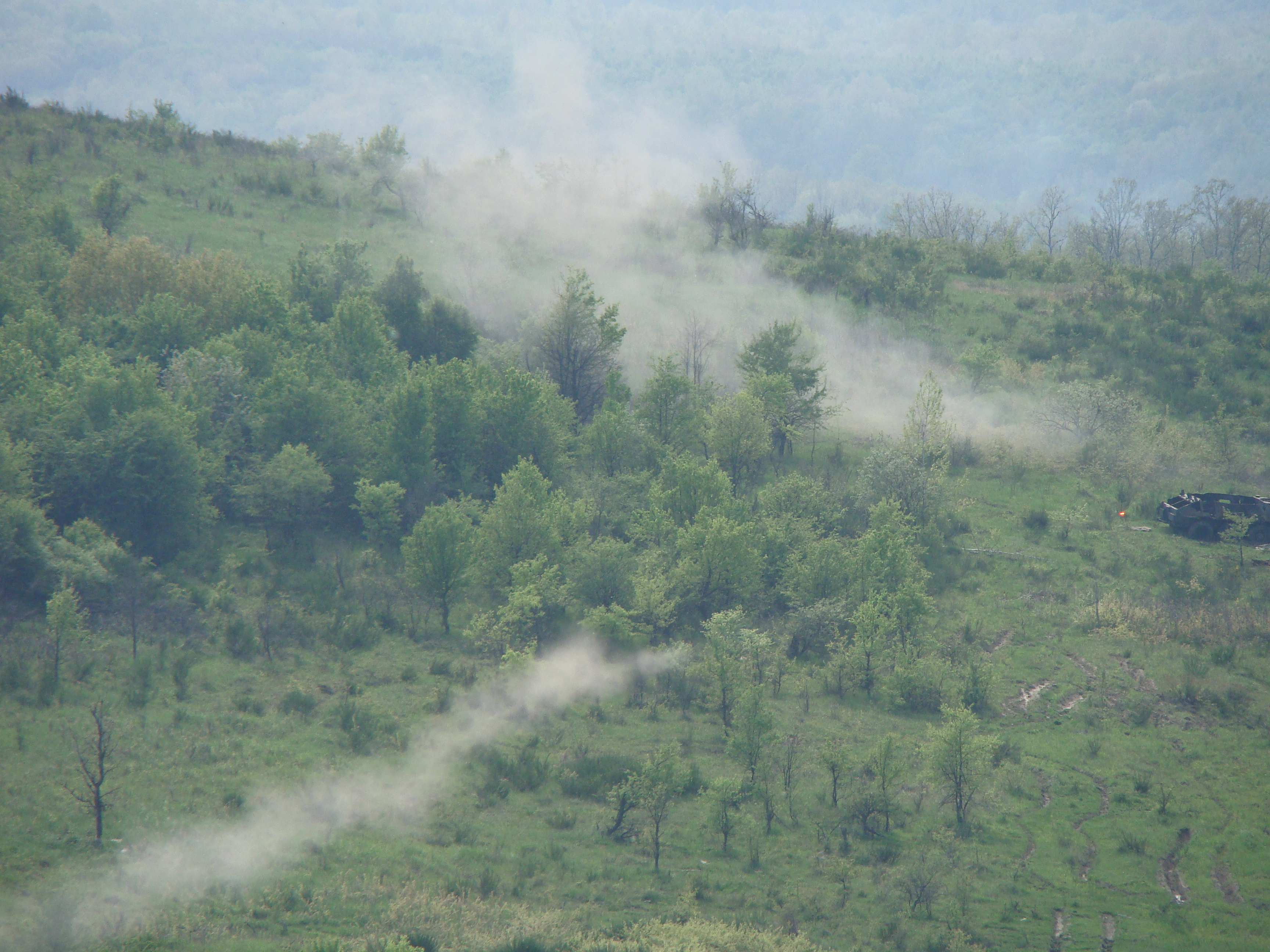
Tiêu diệt mục tiêu
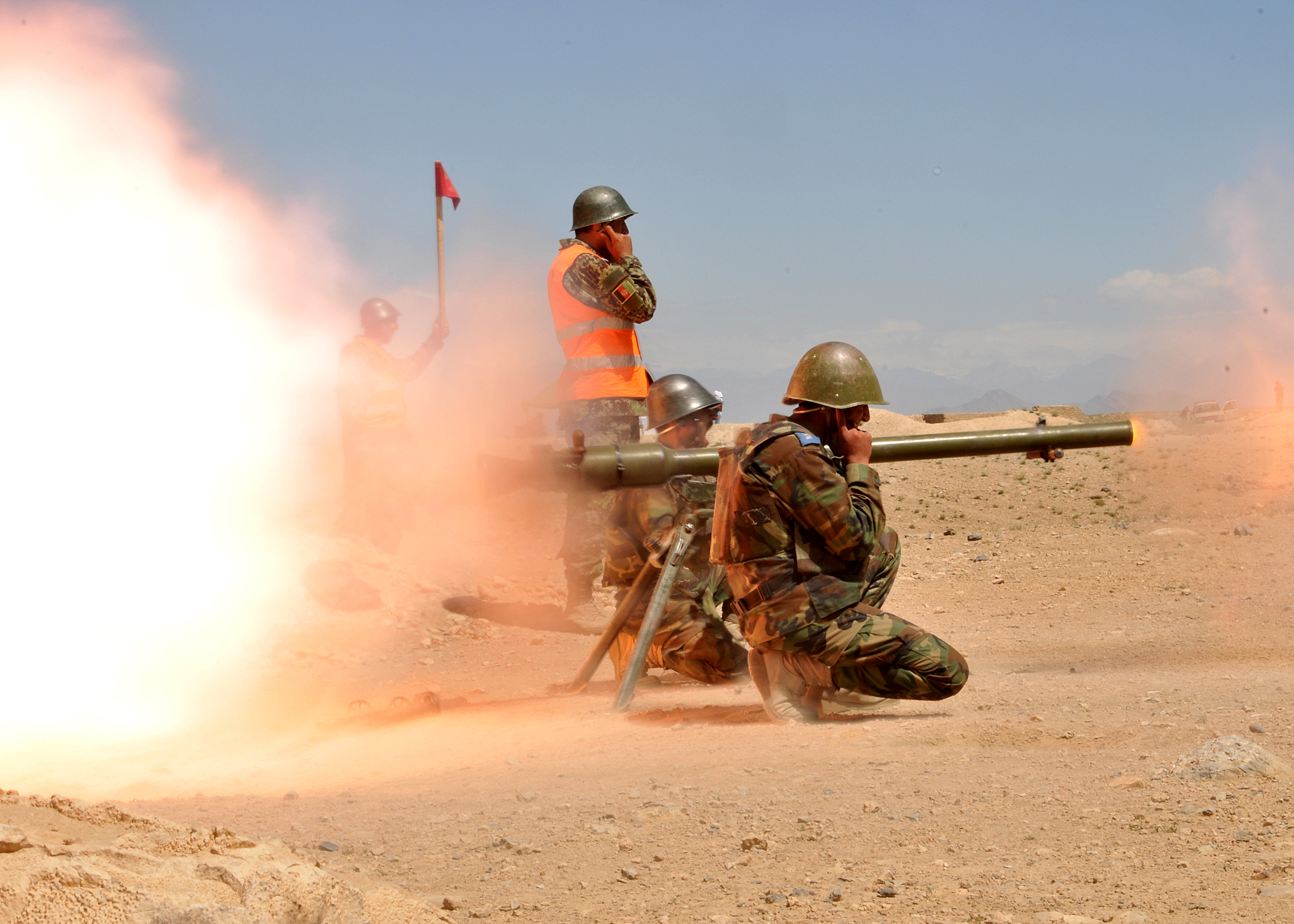
Binh sĩ Afghanistan bắn SPG-9
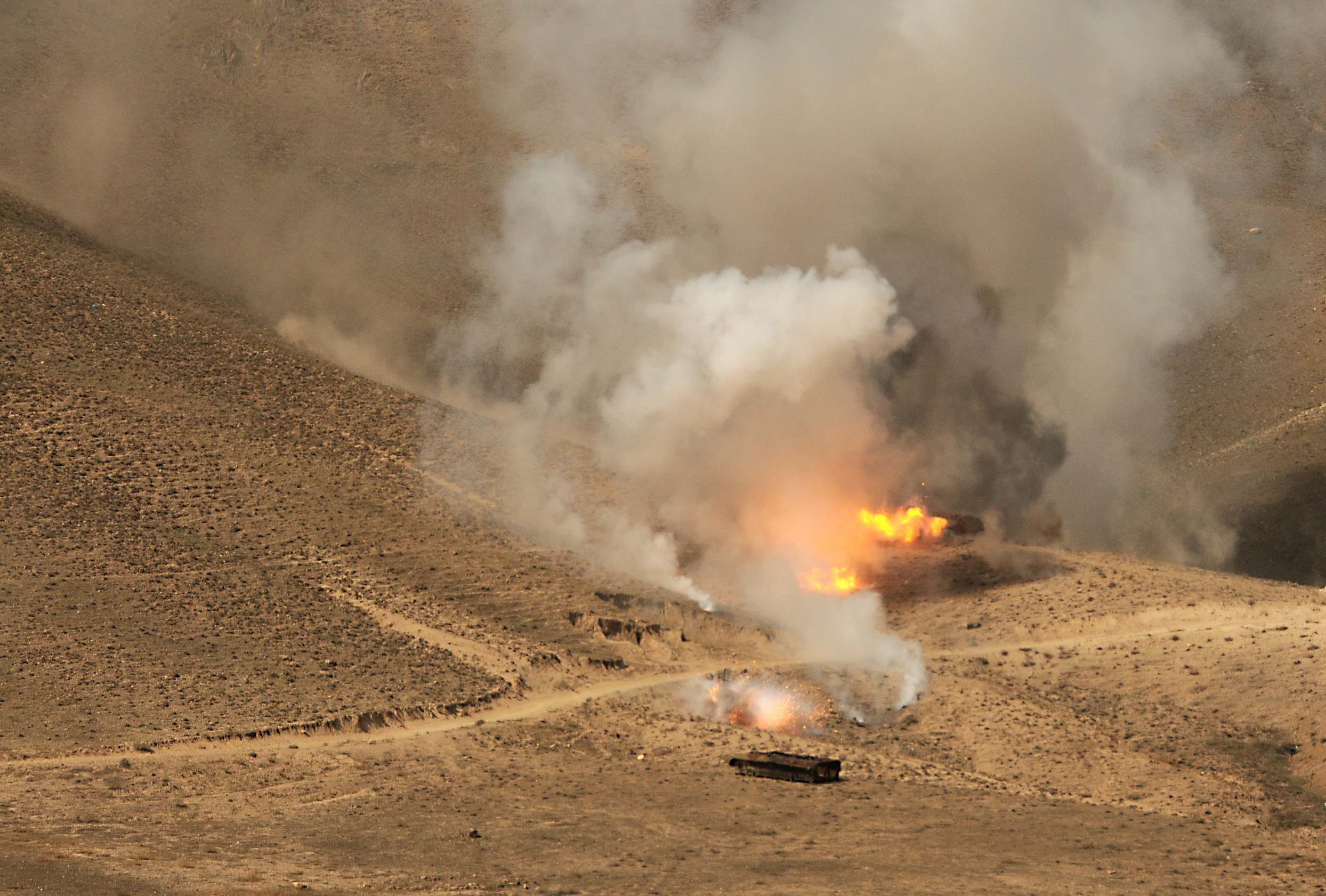
Tiêu diệt mục tiêu
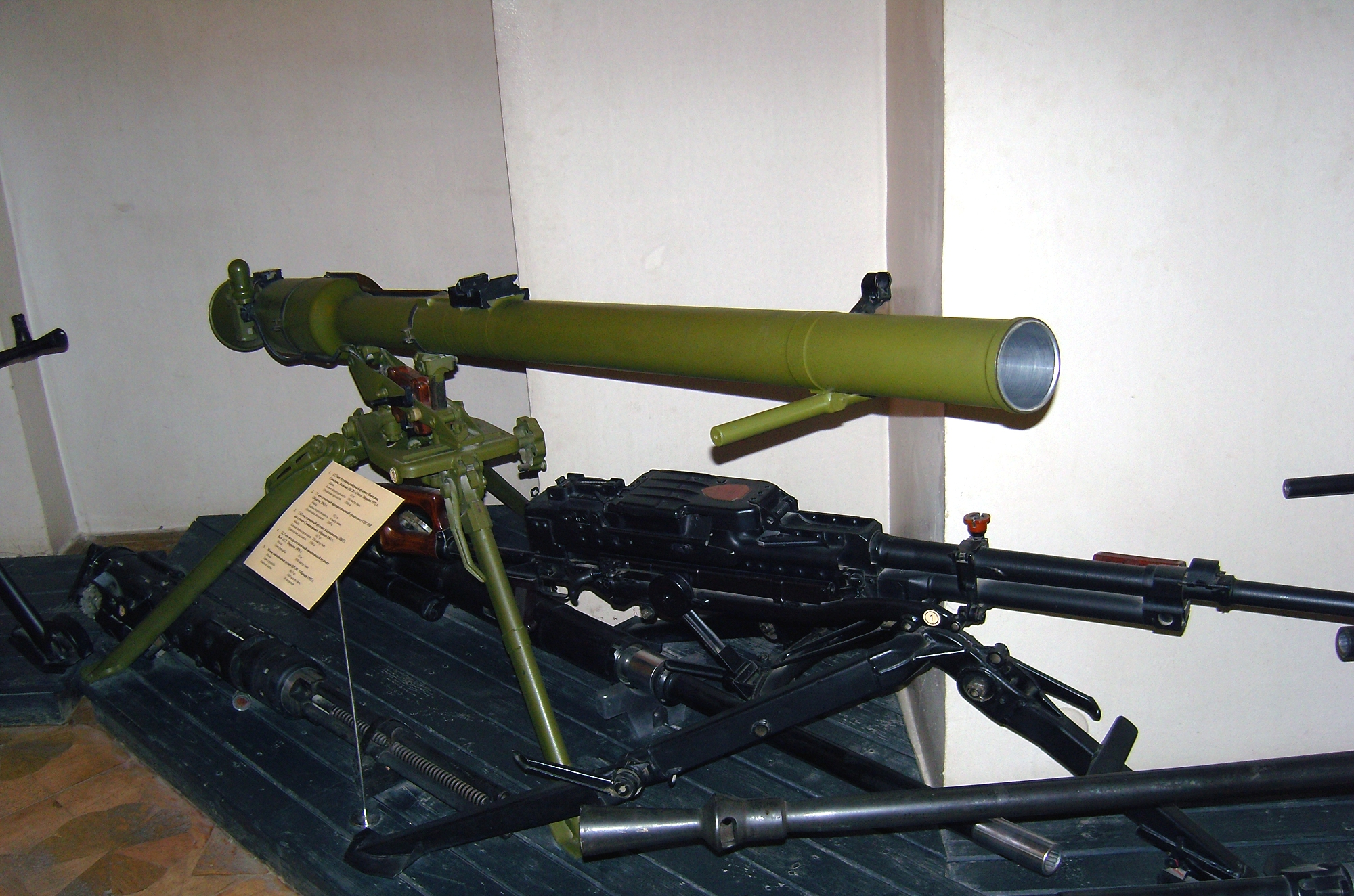
1 khẩu SPG-9 cùng 1 khẩu súng đại liên NSV tại viện bảo tàng Tula, Cộng hòa Liên bang Nga